# Os Três Xirus
Os Três Xirus ou Os 3 Xirus é uma banda brasileira que mistura música nativista e ritmos germânicos, como a polca e a valsa.

## História
O grupo foi criado em 1964 por Bruno Neher e Jorge Fagundes, caracterizando-se por executar a música regionalista gaúcha adaptada ao estilo germânico. A formação inicial de Os 3 Xirus, cujo nome fora dado por Paixão Côrtes, era composta pelos irmãos Neher (Bruno e Elmo) e Leonardo.
Em 1969, lançam o álbum Bier Meine Frau, que inclui a canção "Beba, Beba, Irmãozinho, Beba", versão da música do folclore alemão Trink, trink, bruderlein trink. No ano seguinte, lançam So Singt Man Deutsch in Brazilien, somente com composições em língua alemã. Em 1974, Leonardo deixa o trio para seguir carreira solo. Em substituição, Jorge Fagundes foi integrado ao grupo.
Em 1999, a gravadora EMI lançou a coletânea Os Três Xirus, dentro da série "Raízes dos Pampas", reunindo 20 sucessos do trio, entre os quais "Mariazinha", "Gaúcho Largado", "Sonho Desfeito", "Tratado de Casamento", entre outros. Em 2002, é lançado o álbum Café no Bule, pela gravadora Acit.
Ao comemorar 45 anos de carreira, o grupo Os Três Xirus lançou, em 2010, o álbum Em Parceria, com a participação especial de diversos nomes da música popular do Rio Grande do Sul, como Porca Véia, Garotos de Ouro, Os Mirins, Os Monarcas, Tchê Guri, Chiquito & Bordoneio, Neto Fagundes, Gaúcho da Fronteira, além do narrador esportivo Pedro Ernesto Denardin. O disco marca a última interpretação do ex-integrante do grupo Leonardo em vida.
Em 2023, a banda acaba tendo uma grande reformulação em sua formação, Bruno Neher acaba se afastando das funções de integrante, passando a ser o "Padrinho de Honra" da nova formação, apresentada em uma live.
A banda conta com os músicos Jair Bozz (voz solo e vocal), Auri Hanauer (vocal e acordeon) e Luis Carlos Negrinho (voz e bateria).

## Discografia

### Álbuns de estúdio
- Dez Anos de Glória • Continental
- Em Tempo de Comunicação • Musicolor
- Ao Gosto do Povo • Musicolor
- Kerb! • Continental
- Na Base do Varifum • Phonodisc
- Reis do Povo do Sul • Premier
- Três Xirus • Continental
- Sem Caminhão o Brasil Pára
- O Site do Alemão
- 30 Anos com Bruno Neher
- Meu Primeiro Surungo
- Alegres Músicas Alemãs
- Ser Gaúcho Virou Moda
- O Chacaço do Schimitão
- E Seu Dodói
- Alegria de Viver
- Relíquias da Música Alemã
- Relíquias da Música Gaúcha
- O Ditado da Vovó
- Entre o Campo e a Cidade
- Salve a Terceira Idade
- Mário Fuck Fuck • Acit
- 1969 - Bier Meine Frau (Cerveja, Minha Mulher) • Copacabana
- 1970 - So singt man Deutsch in Brasilien (Assim se Canta Alemão no Brasil) • Copacabana
- 1974 - Feliz Aniversário • Musicolor
- 1976 - Os Gaúchos que Cantam em Alemão
- 1982 - Hospitalidade
- 1983 - Campeão do Bolão • Rodeio
- 1987 - Pra Ouvir e Dançar • Acit
- 1989 - Gauchadas • Nova Trilha
- 1994 - Sucessos de Ouro
- 1996 - Banda Show: Vol. 40
- 2002 - Café no Bule • Acit
- 2010 - Em Parceria • Vertical

### Coletâneas
- Die Kerb Fangt Ann (As Melhores dos 3 Xirus)
- Os Grandes Sucessos Vol. 2
- Acervo Gaúcho: Os Três Xirus
- 1989 - O Melhor dos Xirus • Acit
- 1999 - Raízes dos Pampas: Os Três Xirus • EMI

### Videografia
- 2008 - DVD Os 3 Xirus e Banda: 24 Grandes Sucessos
- 2015 - DVD " 50 Anos - Cruzando Gerações"